# ウーイブダ・ケズポント駅 (ブダペスト地下鉄)
座標: 北緯47度28分27秒 東経19度02分45秒 / 北緯47.47417度 東経19.04583度
ウーイブダ・ケズポント駅（洪：Újbuda-központ）とはハンガリーブダペスト市に位置する4号線の駅である。

## 駅構造
- 島式ホーム1面2線を有す地下駅。
- 深さ15.6m地点に存在する。

## 歴史
- 2014年3月28日 - 4号線開業。

## 隣の駅
ブダペスト地下鉄
■4号線
ビカーシュ公園駅 - ウーイブダ・ケズポント駅 - モーリッツ・ジグモンド広場駅